# Ernest Esclangon
Ernest Esclangon   (Mison, 17 de març de 1876 - Eyrenville, 28 de gener de 1954) va ser un astrònom i matemàtic francès.

## Vida i obra
Esclangon va néixer en una petita vila dels Alps de l'Alta Provença a la que va restar molt unit tota la seva vida; els seus pares són pagesos al paratge de Les Gènelys. El professor de primària a Les Armands, veient el seu potencial, encoratja els seus pares a portar-lo a l'internat de Manòsca. Acaba el batxillerat amb 16 anys i va al Lycée de Niça per preparar la seva entrada a l'École Normale Supérieure, en la qual es va graduar el 1898 ocupant la segona plaça.
L'any següent comença a treballar com astrònom auxiliar a l'observatori de Bordeus dirigit per Georges Rayet. Va romandre a Bordeus fins l'esclat de la Primera Guerra Mundial (1914), compaginant les seves tasques d'astrònom amb classes a la universitat de Bordeus i a l'Institut Colonial i fent la seva tesi doctoral (1904) sobre unes funcions que ell anomena quasi-periòdiques. Durant la guerra va ser assignat al regiment d'artilleria de Gâvres (Bretanya) per estudiar el só emès en disparar un canó. Els seus estudis van permetre localitzar, per mitjà del só, el punt exacte des del que es feia el tret, fent així més vulnerables les bateries enemigues.
Un cop acabada la guerra, el 1919, Esclangon va ser nomenat director de l'observatori d'Estrasburg, on va reorganitzar (ajudat per André-Louis Danjon) un observatori que, fins a la guerra, havia estat alemany i que els alemanys havien abandonat en molt mal estat, enmig de les penúries pròpies d'una post-guerra. El 1929, va ser nomenat director de l'observatori de París, substituint Henri Deslandres que es jubilava. Tan a Estrasburg com a París, va compaginar les seves tasques astronòmiques amb les classes a les universitats locals. Es va jubilar el 1946, essent nomenat professor honorari de la universitat de París.

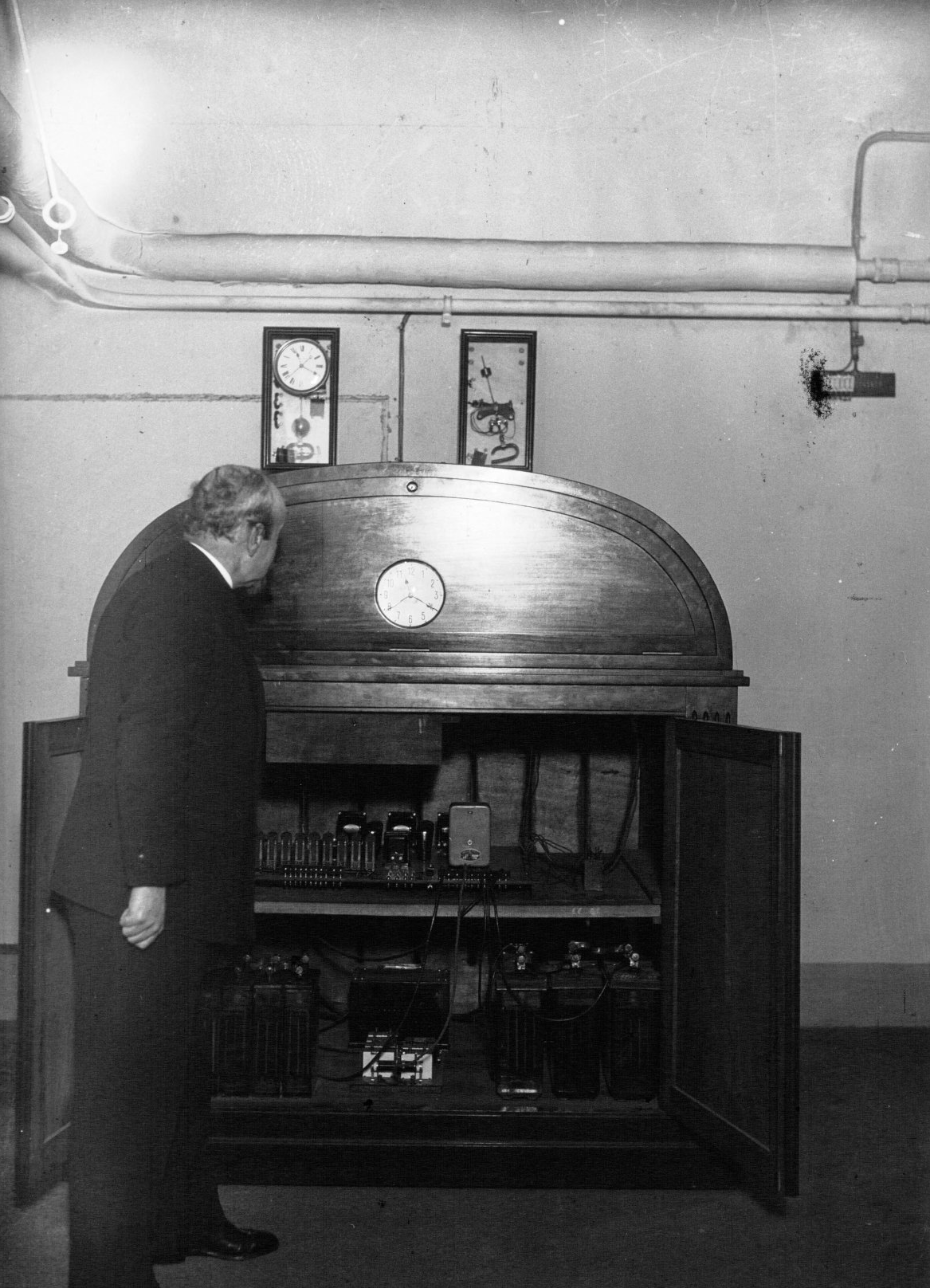
El rellotge parlant de l'Observatori de París amb Ernest Esclangon

L'obra per la que és més recordat es la del rellotge parlant, amb el qual donava servei a tots els qui volien conèixer la hora exacta amb una trucada telefònica. Aquest servei es va posar en marxa el 14 de febrer de 1933, superant un bon nombre de dificultats i proporcionant la hora amb una exactitud d'una centèsima de segon.
Va ser un autor prolífic que va escriure més de 200 articles a revistes científiques. Esclangon va fruir d'una autoritat científica internacional i el 1935 va ser escollit president de la Unió Astronòmica Internacional per tres anys.